# Le chasseur maudit
Le chasseur maudit (Zakleti lovec) je simfonična pesnitev francoskega skladatelja Césarja Francka.
Delo je nastalo leta 1882 na podlagi Bürgerjeve balade Divji lovec (nemško Der Wilder Jäger). Balada pripoveduje o srednjeveškem renskem grofu, ki se v nedeljo odpravi na lov v gozd, navkljub prestrašenim pogledom vernikov in oglašanju cerkvenih zvonov, ki so grofa opozarjali na dolžnost nedeljskega počitka. Grof se v gozdu izgubi, konj pa se nenadoma ustavi in upira nadaljevanju poti, lovski rog izgubi ves zvok. Nato se iz onostranstva zasliši glas, ki grofa prekolne. Grof se ves prestrašen in ovit v plamene spusti v dir s svojim konjem, krdelo demonov pa ga bo preganjalo do sodnega dne.
Delo zahteva običajno orkestracijo, torej godala, od pihal dve flavti, pikolo, dva sopranska klarineta (uglašena v B), dve oboi in štiri fagote, od trobil štiri trobente, štiri rogove, tri pozavne in tubo, od tolkal pa pavke, veliki boben, zvonove in triangel. Za posebno barvitost so bistveni zvonovi in trobila. Ponavljajoči se klici trobil igrajo pomembno vlogo skozi celotno delo: sprva se oglašajo v kvartah, nato se ponavljajo vedno hitreje, intervali pa se vedno bolj zmanjšujejo.
V delu se lahko opazi vpliv Lisztovih simfoničnih pesnitev, v manjši meri tudi Berliozovih in von Webrovih del. Občinstvo je krstno izvedbo dela 31. marca 1883 v Narodnem združenju v Parizu izjemno dobro sprejelo.